# Siergiej Witte
Siergiej Juljewicz Witte (ros. Сергей Юльевич Витте; ur. 17 czerwca?/29 czerwca 1849 w Tyflisie, zm. 2 marca?/15 marca 1915 w Piotrogrodzie) – rosyjski polityk, minister finansów Rosji w latach 1892–1903, premier Rosji w latach 1905–1906, hrabia.

## Życiorys
Urodził się w rodzinie wysokiego urzędnika państwowego. W 1870 zakończył fakultet fizyko-matematyczny uniwersytetu Noworosyjskiego w Odessie. Po studiach wyznaczony dyżurnym ruchu Odeskiej Kolei Żelaznej. Później przez ok. 20 lat pracował w Stowarzyszeniach kolei prywatnych w dziedzinach finansowych. W 1883 wydał książkę „Zasady formowania taryf kolejowych w przewozie towarów”, która przyniosła mu szeroką popularność. Od 1889 dyrektor Departamentu Kolei Żelaznych w ministerstwie finansów, a od lutego 1892 minister transportu, a od sierpnia 1892 minister finansów. Był jedną z najważniejszych postaci w planowaniu urzeczywistnienia unowocześnienia gospodarki rosyjskiej. Dążył do modernizacji i szybkiej industrializacji Rosji, forsował budowę kolei transsyberyjskiej. Poprzez industrializację kraju chciał umocnić monarchię. Z inicjatywy Wittego przeprowadzono szereg reform: wprowadzono monopol winny w 1894, wybudowano wspomnianą Syberyjską Kolej Żelazną, przeprowadzono reformę pieniądza w 1897 (wymiana rubla na złoto). W związku z udziałem obcego kapitału w przedsięwzięciach ekonomicznych nastąpiło zbliżenie Rosji z Francją w 1891. W 1894 i 1904 podpisano z Niemcami umowy celne. 22 stycznia 1902 utworzono Zebranie Specjalne traktujące o potrzebach przemysłowych w gospodarce rolnej. Ponieważ Mikołaj II nie zdecydował się na reformy w rolnictwie Zebranie w 1905 było rozwiązane.
Witte przeciwstawiał się polityce Japonii wobec Rosji, prowadził politykę zbliżenia z Chinami, w czasie wojny 1905 występował przeciw zajęciu Port Artur. Przy jego udziale zawarto sojusz obronny Rosji z Chinami skierowany przeciw Japonii. Zgodnie z nim przystąpiono do budowy Wschodniochińskiej Kolei Żelaznej w Mandżurii. Witte był jednak przeciwny rozwiązaniu konfliktu z Japonią drogą zbrojną. Spowodowało to rozchodzenie się polityki Wittego i Mikołaja II. Jego dążenia reformatorskie doprowadziły do konfliktu z innymi ministrami, szczególnie z Wiaczesławem von Plehwe, ministrem spraw wewnętrznych Cesarstwa Rosyjskiego i szefem tajnej policji politycznej, który oskarżył go o udział w rzekomym spisku żydowskim (Witte pochodził ze strony ojca z luterańskiej rodziny Niemców bałtyckich, ze strony matki z rosyjskiej arystokracji).
29 sierpnia 1903 r. Witte został zdymisjonowany ze stanowiska ministra finansów i wyznaczony na stanowisko przewodniczącego Komitetu Ministrów. Na tym stanowisku, na prośbę cara, doprowadził do podpisania układu pokojowego z Japonią – Pokoju w Portsmouth, łagodzącego skutki przegranej przez Rosję wojny z Japonią w 1905 r., za co otrzymał tytuł hrabiego, ale przezwany był przez kręgi rządowe, arystokratyczne i naród „pół sachaliński” ze względu na oddanie Japonii południowej połowy wyspy Sachalin. Następnie pod jego wpływem car wydał opracowany przez Wittego Manifest październikowy 1905, próbujący uśmierzyć rewolucyjne nastroje społeczne. Od października 1905 do kwietnia 1906 premier rządu Rosji.
Jako premier wydawał polecenia wysyłania oddziałów karnych do dławienia rewolucji 1905 na Syberię, w rejony Morza Bałtyckiego, do Polski. Posłał wojska garnizonu petersburskiego do zdławienia rewolucyjnego powstania zbrojnego w Moskwie. W 1906 wziął pożyczkę od Francji w wysokości 2,25 mld franków. Po dymisji osiadł w Petersburgu. Pozostawał członkiem Rady Państwa i brał udział w pracach komitetu finansów, którego był przewodniczącym do śmierci.
Później ostrzegał cara przed włączeniem się Rosji do I wojny światowej, proponując zawarcie traktatów pokojowych z Niemcami i Francją, jednak car nie posłuchał jego rad. W latach 1907–1912 napisał „Wspomnienia”, w których przedstawił politykę carskiego państwa.